# Mercedes-Benz W212 E63 AMG

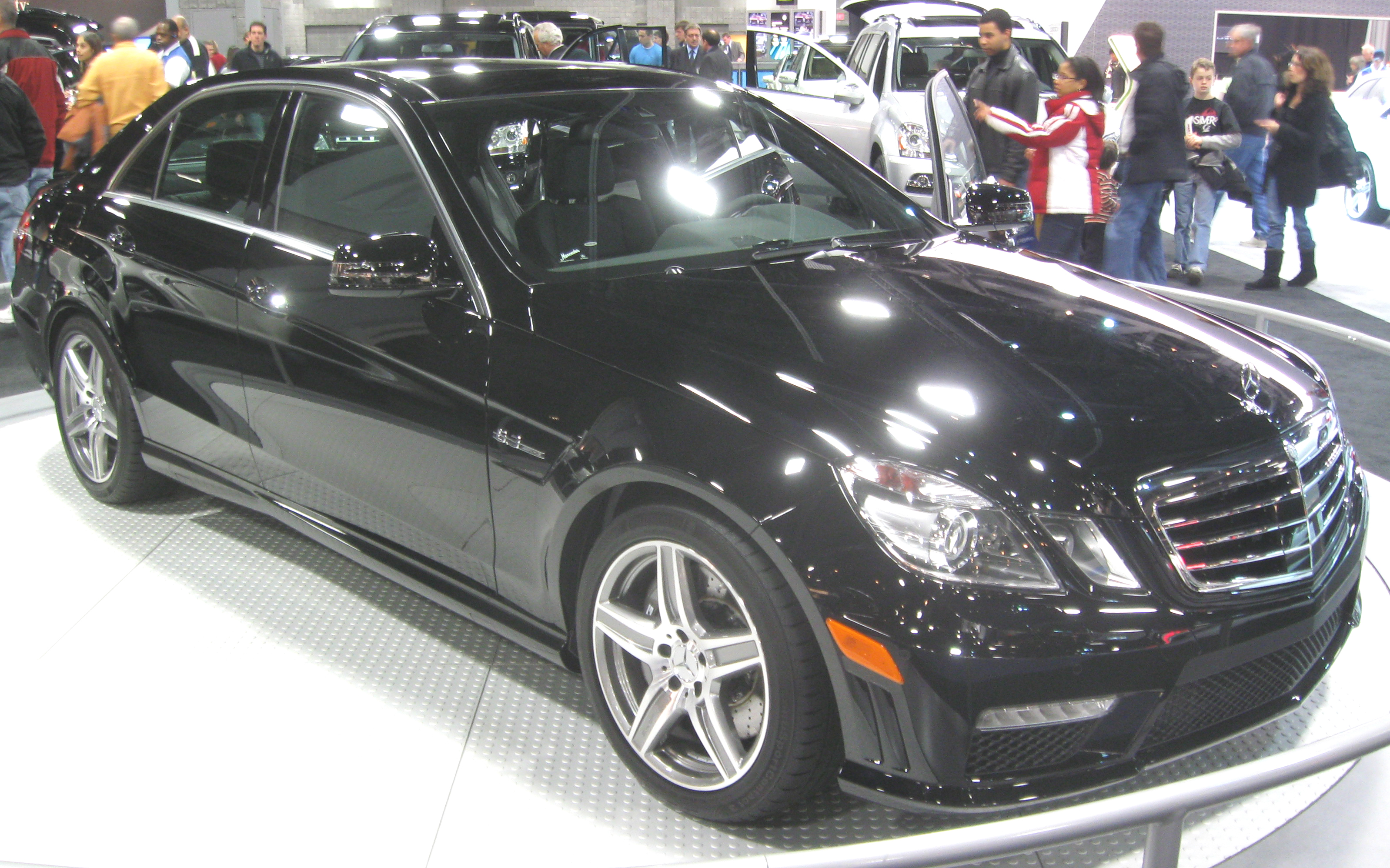
Mercedes-Benz E63 AMG.

El Mercedes-Benz W212 E63 AMG es un sedán deportivo y la versión de altas prestaciones del Mercedes-Benz Clase E desarrollado por Mercedes-AMG. El modelo es una versión mejorada del E550, su motor gasolina es un V8 que desarrolla 525 CV de potencia máxima y sus competidores son el Cadillac CTS-V, BMW M5, Audi RS6 o el Jaguar XFR

## Especificaciones

### Especificaciones generales
- Nombre: Mercedes-Benz E63 AMG
- Fabricante: Mercedes-Benz
- Compañía gemela: Daimler Auto Group
- Producción: 2010-
- Motor: 6.2 V8
- Precio de base: € 97.000

### Rendimiento
El E 63 AMG es uno de los primeros vehículos fabricados íntegramente por AMG. El motor aspirado V8 ha sido extremadamente modificado hasta alcanzar los 517 CV de potencia. Como otros, está limitado a 250 km/h aunque alcanza más. Va de 0 a 100 en 4,3 s y hace el cuarto de milla en 12,5 segundos.